# Mehdi Baala
Mehdi Baala (Strasbourg, 1978. augusztus 17. –) olimpiai bronzérmes, Európa-bajnok francia atléta, középtávfutó, az 1500 méteres síkfutás specialistája.

## Pályafutása
2000-ben vett részt első alkalommal az olimpiai játékokon. Sydney-ben döntőig jutott, ott azonban 1,7 másodperccel maradt el a bronzérmes Bernard Lagattól, és lett negyedik.
A 2002-es Európa-bajnokságon arany-, majd a 2003-as világbajnokságon ezüstérmet nyert. Jó formája ellenére az athéni olimpián már a selejtezőkörben búcsúzott.
A göteborgi Európa-bajnokságon megvédte címét, majd Pekingben megszerezte pályafutása eddigi egyetlen olimpiai érmét. A pekingi játékokon negyedikként ért célba, később azonban doppingvétség miatt megsemmisítették a győztes Rasíd Ramzi eredményét, így Baala a harmadik helyre lépett elő.
2011-ben, a Gyémánt Liga-sorozat monacói versenyén, a célba érkezés után összeverekedett honfitársával, Mahiedine Mekhissi-Benabbaddal. Az eset után mindkettejüket felfüggesztette a Francia Atlétikai Szövetség.

## Egyéni legjobbjai
- 800 méteres síkfutás (szabadtér) - 1:43,15 s (2003)
- 800 méteres síkfutás (fedett) - 1:44,82 s (2003)
- 1000 méteres síkfutás (szabadtér) - 2:13,96 s (2003)
- 1000 méteres síkfutás (fedett) - 2:17,01 s (2005)
- 1500 méteres síkfutás (szabadtér) - 3:28,98 s (2003)
- 1500 méteres síkfutás (fedett) - 3:34,71 s (2009)
- 1 mérföldes síkfutás - 3:52,51 s (2009)
- 2000 méteres síkfutás - 4:53,12 s (2005)
- 3000 méteres síkfutás - 8,08,06 s (1998)